# Франсіско Сутіль
Франсіско «Пако» Сутіль Тірадо (ісп. Francisco "Paco" Sutil Tirado, нар. 21 грудня 1984, Хаен) — іспанський футболіст, що грав на позиції нападника.

## Ігрова кар'єра
У дорослому футболі дебютував 2002 року виступами за команду «Реал Хаен», в якій провів шість сезонів, взявши участь у 143 матчах чемпіонату на рівні третього дивізіону Іспанії. Більшість часу, проведеного у складі хаенського «Реала», був основним гравцем атакувальної ланки команди, утім забитими голами відзначався украй рідко.
Згодом у 2008—2010 роках грав у другому і третьому дивізіонах за «Ейбар», після чого уклав контракт з вищоліговим «Реал Сосьєдад». На рівні Ла-Ліги провів лише один сезон 2010/11, відзначившись двома голами у 17 матчах, після чого його контракт було розірвано.
У 2011–2014 роках грав за друголігові «Реал Мурсія» та «Сабадель», після чого повернувся до рідного «Реал Хаен», на той час також вже представника «Сегунди». 
Завершував ігрову кар'єру наприкінці 2010-х за нижолігові «Антекуеру» та «Мартос».